# بهرام أباد (اسماعيلي كرمان)
بهرام أباد (بالفارسية: بهرام‌آباد) هي قرية تقع في إيران في ناحية إسماعيلي. يقدر عدد سكانها بـ 393 نسمة .